# David J. Tholen
David James Tholen (nacido el 31 de julio de 1955) es un astrónomo estadounidense del Instituto de Astronomía de la Universidad de Hawái. Obtuvo una licenciatura en 1978 de la Universidad de Kansas y un doctorado en 1984 de la Universidad de Arizona, y se especializa en astronomía planetaria y del Sistema Solar. Es descubridor de planetas menores y conocido por el sistema de clasificación espectral de Tholen, utilizado en asteroides.

## Vida profesional
Tholen ha descubierto varios asteroides, incluyendo el desaparecido 1998 DK36, que podría ser un asteroide Atira, y 2004 XZ130, que sin duda lo es; de hecho, tuvo la distancia de semieje mayor y afelio más pequeña entre los asteroides conocidos (y aún ostenta ambos récords entre los asteroides numerados en marzo de 2010). Ganó el Premio H. C. Urey en 1990.
Codescubrió el asteroide (99942) Apophis (anteriormente conocido como 2004 MN4). Este asteroide se acercará a la Tierra el 13 de abril de 2029 y, durante un breve período, brillará como una estrella de tercera magnitud. El asteroide (3255) Tholen, que cruza Marte y fue descubierto por Edward Bowell en 1980, lleva el nombre de David Tholen.